# André Butzer
André Butzer (ur. 1973 w Stuttgarcie) – niemiecki malarz.
Autor m.in. obrazów olejnych Wanderer (2001), Auf der kleinen Wiese (2003), Obstgarten Edvard Munch (2006) oraz Erinnerung an Gottfried Feder (Nachricht vom Tode) (2007). Inspiruje się m.in. twórczością Asgera Jorna, Edwarda Muncha i Philipa Gustona.

## Wystawy
Wystawy indywidualne
- 2012

Galerie Guido W. Baudach (Wedding), Berlin
- 2011

Muzeum Historii Sztuki w Wiedniu, Contemporary Art Club (Wiedeń)
Sibirien Forellen Express 2001, Boris Dahlem und Henry Butzer, Galerie Guido W. Baudach (Charlottenburg, Berlin)
Der wahrscheinlich beste abstrakte Maler der Welt, kestnergesellschaft (Hanower)
xippas arte contemporaneo (Montevideo)
Carbon 12 Gallery (Dubaj)
Galerie Guido W. Baudach (Charlottenburg, Berlin)
Linoleum Prints, Silkscreen Prints, European Fine Arts, Berlin / Niklas Schechinger Fine Art (Hamburg)
- 2010

xippas gallery (Ateny)
Niklas Schechinger Fine Art (Berlin)
Galerie Bernd Kugler (Innsbruck)
Agathe Bellomann Fine Art (Berlin)
Kunstverein Heppenheim (Heppenheim)
Nicht fürchten! Don´t be scared!, Metro Pictures (Nowy Jork)
Galerie Christine Mayer (Monachium)
Galería Heinrich Ehrhardt (Madryt)
- 2009

Hiromi Yoshii Gallery (Tokyo)
Alison Jacques (Londyn)
xippas galerie (Paryż)
Mario Sequeira (Braga)
Studio Giangaleazzo Visconti (Mediolan)
Viele Tote im Heimatland: Fanta, Sprite, H-Milch, Micky und Donald! Gemälde / Paintings, Kunsthalle Nürnberg, Nuremberg André Butzer, Galerie Guido W. Baudach (Berlin)
Galerie Max Hetzler (Berlin)
Patricia Low Contemporary (Gstaad)
- 2008

Galerie Bernd Kugler (Innsbruck)
Galerie Guido W. Baudach (Berlin)
Galerie Xippas (Ateny)
Patrick Painter Inc. (Santa Monica, Kalifornia)
Metro Pictures Gallery (Nowy Jork)
Galerie Christine Mayer (Monachium)
Patricia Low Contemporary (Gstaad)
- 2007

Patricia Low Contemporary (Gstaad)
Neue Bilder, Deutsche und Österreicher: schämt Euch! (with Marcel Hüppauff), GABRIELE SENN Galerie (Wiedeń)
Alison Jacques Gallery (Londyn)
Gary Tatintsian Gallery, Inc. (Moskwa)
Friedens-Siemense (Teil 2), Galerie Guido W. Baudach (Berlin)
- 2006

Galerie Bernd Kugler (Innsbruck)
Galerie Max Hetzler (Berlin)
N-Leben, Gió Marconi (Mediolan)
Amerikanische Technik im Jahr 2017, Patrick Painter (Santa Monica)
- 2005

N-Mädele in Volkstum-Technik, Galerie Christine Mayer (Monachium)
Aquarelle, GABRIELE SENN Galerie (Wiedeń)
Neverworld Technik (with Andy Hope 1930), Kunstverein Ulm (Ulm)
forever and a day (Berlin)
Haselnuß, Galerie Guido W. Baudach (Berlin)
Griessbrei für alle!, Galerie Max Hetzler (Berlin)
- 2004

Galerie Bernd Kugler (Innsbruck)
Das Ende vom Friedens-Siemens Menschentraum, Kunstverein Heilbronn (Heilbronn)
Galerie Christine Mayer (Monachium)
Massenfrieden, Patrick Painter Inc. (Santa Monica)
Frau vor dem N-Haus, Galerie Guido W. Baudach (Berlin)
- 2003

TODALL!, Galerie Hammelehle und Ahrens (Kolonia)
Chips und Pepsi und Medizin, Galerie Max Hetzler (Berlin)
- 2002

Nasaheim-Blumen, Galerie Christine Mayer (Monachium)
Friedens-Siemense (Part 1), GABRIELE SENN Galerie (Wiedeń)
Wanderung nach Annaheim, Galerie Guido W. Baudach (Berlin)
- 2001

Galerie Hammelehle und Ahrens (Stuttgart)
- 2000

Der Realismus bereut nichts!, Contemporary Fine Arts (Berlin)
- 1999

Ich bin Munch, Galerie Esther Freund (Wiedeń)